# Patrullbåt

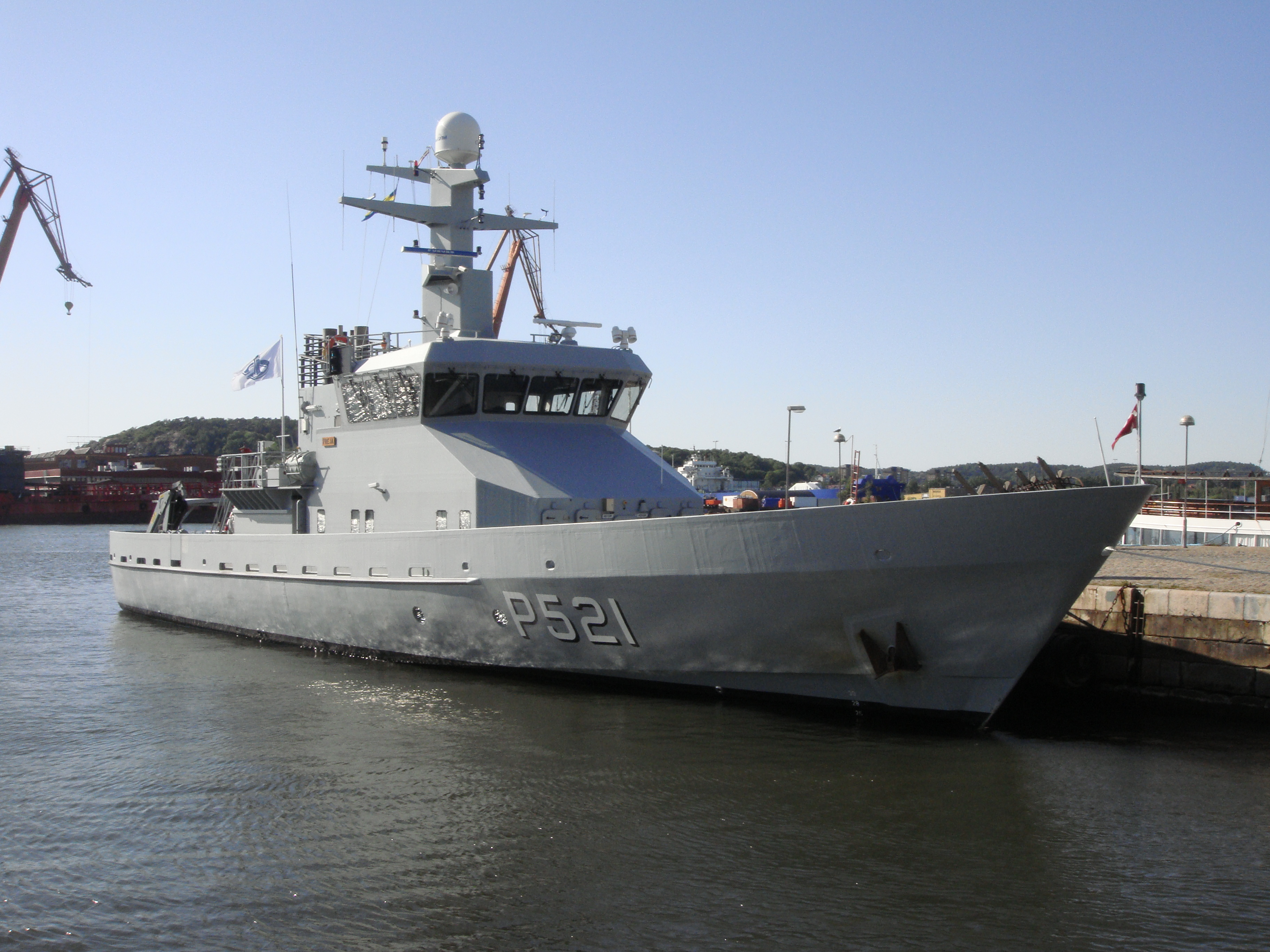
Den danska patrullbåten HDMS Freja.

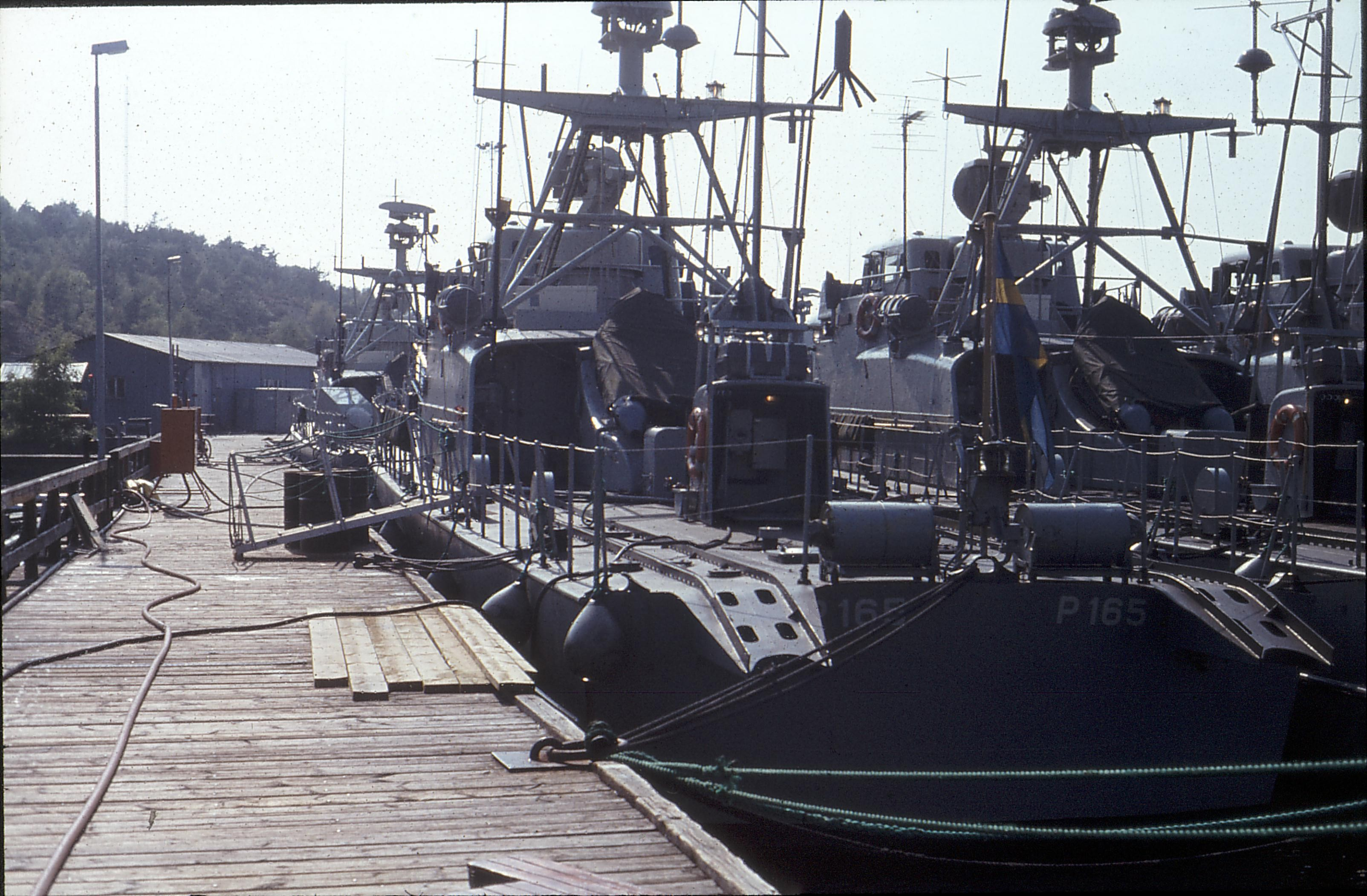
Den svenska patrullbåten HMS Tordön tillsammans med ett systerfartyg.

Patrullbåt är ett mindre örlogsfartyg som är främst avsett för bevakning men även för anfalls-, minerings-, eskort- samt spaningsuppdrag.

## Svenska patrullbåtar
Svenska flottans fartyg av typ patrullbåt byggdes mellan åren 1978 och 1982 i Norge. Dessa var egentligen små ytattackfartyg med sjömålsrobotar som huvudvapen. Totalt 16 båtar byggdes som kom att kallas patrullbåt av Hugin-klass efter det första fartyget i serien. Av dessa modifierades åtta fartyg för att ge förbättrad förmåga till ubåtsjakt år 1992. Dessa kom, efter modifiering, att kallas patrullbåt av Kaparen-klass. Patrullbåtarnas huvuduppgifter var, att inom ramen för invasionsförsvaret bekämpa mindre kvalificerade fientliga sjöstridskrafter, landstigningstonnage och flyg, övervaka och hindra kränkning av svenskt territorium, utföra eskorttjänst, lägga ut mineringar och ubåtsjakt. 